# 火岛
火岛（英語：Fire Island），是平行于纽约长岛南岸的外围屏障岛屿中的一个大中心岛。

火岛与长岛大陆的南岸平行。

偶尔，这个名字不仅用来统称中心岛，而且还指长滩屏障岛、琼斯海滩岛和韦斯特安普顿岛，因为分隔这些岛屿的海峡是瞬息万变的。2012年，飓风桑迪再次将火岛分为两个岛屿。这两个岛屿加起来大约有31英里（50公里）长，宽度在520至1310英尺（160至400米）之间。火岛的土地面积为9.6平方英里（24.9平方公里）。
火岛是萨福克县的一部分。它位于巴比伦、艾斯利普和布鲁克海文镇内，包含两个村和一些小村庄 (纽约)。岛上所有不在村庄范围内的地方都是火岛普查规定居民点的一部分。(CDP)，在2010年人口普查时，该地区的常住人口为292人。尽管在夏季的几个月里，这个数字会扩大到成千上万，包括居民和游客。

## 地理
火岛平均位于长约6.2公里的纽约长岛的南岸，但沿东端几乎与长岛相接。它与长岛被大南湾隔开，大南湾横跨长岛的相互连接的海湾。帕乔格湾、贝尔波特湾、狭长湾和莫里切斯湾。
从帕乔格、湾岸和萨伊维尔到岛上的10多个点，都可以乘船、水上飞机和一些渡船穿越海湾到达该岛。
该岛的两端都可以通过汽车进入：西端通过罗伯特摩西堤道，东端通过威廉·弗洛伊德林荫道（萨福克县46号公路）。岛上其他地方不允许机动车进入，除了公用设施、建筑和紧急通道以及冬季有限的海滩驾驶许可。
火岛位于北纬40°39′35″，西经73°5′23″（40°39′11″N 73°07′34″W / 40.653°N 73.126°W）。根据美国人口普查局的数据结果显示, 火岛的面积大约为9.6平方英里（24.9平方）。